# Lophophorus
Lophophorus je rod asijských bažantů, který zahrnuje 3 druhy ptáků.
Kohouti jsou známí svým pestrobarevným iridiscentním (lesklým) opeřením. Ptáci mají buclatá těla a silné nohy. Živí se hmyzem a rostlinnou stravou, jako jsou kořínky a cibule. Kohouti jsou polygamní, avšak slepice se páří pouze s jedním samcem. Následkem úbytku biotopu je populace na ústupu.

## Taxonomie
Do rodu Lophophorus se řadí 3 následující druhy:
| Obrázek | Vědecké jméno         | Běžné jméno        | Rozšíření                                                                  |
| ------- | --------------------- | ------------------ | -------------------------------------------------------------------------- |
|         | Lophophorus impejanus | bažant lesklý      | Afghánistán, Pákistán přes Himálaje po Indii, Nepál, jižní Tibet a Bhútán. |
|         | Lophophorus sclateri  | bažant Sclaterův   | Severovýchodní Indii, jihovýchodní Tibet, severní Barma.                   |
|         | Lophophorus lhuysii   | bažant zelenoocasý | Střední Čína.                                                              |